# 수익률
수익률(收益率, earning rate)은 자본에 대한 수익의 비율이다. 기업재무 또는 증권투자 등의 분야에서 투자에 대한 수익성을 나타내는 지표로 사용된다.

## 같이 보기
- 배당수익률
- 주가수익률
- 채권수익률
- 투자수익률
- 표면수익률
- 발행자수익률
- 응모자수익률
- 가중평균수익률
- 예상배당수익률
- 주식투자수익률